# Tarō Kondō
Tarō Kondō (jap. 近藤太郎 Kondō Tarō; ur. 8 września 1994 w Kitami) — japoński łyżwiarz szybki.
Tarō Kondō uczestniczył w Zimowych Igrzyskach Olimpijskich 2014 w Soczi. Podczas tych igrzysk brał udział w dwóch konkurencjach łyżwiarstwa szybkiego: biegu na 1000 m (35. miejsce) i biegu na 1500 m (31. miejsce). To były jego jedyne igrzyska olimpijskie.